# Real Academia de Bellas Artes de San Carlos
La Real Academia de Bellas Artes de San Carlos (in italiano: Reale Accademia di Belle Arti di San Carlo, in valenciano Reial Acadèmia de Belles Arts de Sant Carles) è un'istituzione accademica culturale pubblica ubicata a Valencia, Spagna.

## Storia
Il 14 febbraio 1768 il re Carlo III di Spagna fondò a Valencia la Real Academia de Bellas Artes de San Carlos, un'istituzione accademica che, sin dalla sua fondazione, trasmise gli insegnamenti delle "Tre Arti Nobili": pittura, scultura e architettura. Gli studi erano suddivisi in "minori" e "maggiori": i primi erano chiamati "Principi e Stampe" o "Primi rudimenti"; i secondi costituivano le specialità di pittura, scultura, architettura e incisione.
Nel 1784 furono aggiunti i "Disegni di fiori e ornamenti applicati ai tessuti", a causa dell'importanza acquisita dall'industria della seta negli ultimi decenni del XVIII secolo.
Nel periodo dal 1768 al 1846, l'Accademia ebbe il potere di rilasciare diplomi di "Architetto" e "Maestro delle Opere", e dal 1789 al 1860 esercitò anche il controllo dell'architettura pubblica e religiosa, attraverso il suo "Consiglio di Commissione di Architettura", i cui poteri vennero estesi sull'intero territorio valenciano. Questi esercizi sono attestati dalle oltre 2.500 incisioni conservate dall'Accademia, oltre alle importanti raccolte di illustrazioni e di libri sui "Trattati di Architettura".
Anche se nel 1868 lo Stato abolì tutte le scuole di belle arti, ad eccezione di quella di Madrid, la "Diputación Provincial" affidò all'Accademia di San Carlo la direzione degli studi di Pittura e Scultura e con il Decreto Reale dell'11 settembre 1903 si fornì la validità ufficiale agli studi condotti lì.
Fin dalla sua fondazione, l'Accademia utilizzò i locali che lo "Studio generale" mise a sua disposizione e nel 1850 si trasferì nel Convento del Carmen, in cui, dal 1837, stava prendendo forma quello che sarebbe poi diventato il "Museo di Belle Arti di Valencia". Questo è il luogo in cui l'Accademia e il Museo rimasero insieme dal 1850 al 1946.
Entrambe le istituzioni si trasferiranno quindi nel 1946 nel palazzo di San Pio V, dove hanno sede da allora fino ad oggi.

## Patrimonio
La Real Academia de Bellas Artes de San Carlos, durante i suoi 250 anni di esistenza, ha raccolto un patrimonio artistico composto da oltre 15.400 opere, tra cui dipinti, sculture, disegni, stampe, progetti architettonici, medaglie, fotografie, reperti archeologici, mobili, bassorilievi e pale d'altare. Questi fondi oggi sono depositati nel Museo di Belle Arti di Valencia, nell'IVAM e nella Facoltà di Belle Arti di San Carlo dell'Università Politecnica di Valencia.
Importanti dipartimenti dell'Accademia sono la Biblioteca, specializzata in Belle Arti, che contiene un importante fondo  antico di libri stampati, datati dal XVI al XIX secolo, a cui si aggiungono quelli del periodo contemporaneo; la Biblioteca di Periodici, che riunisce un'importante collezione di riviste d'arte; e l'Archivio Storico, con la preziosa documentazione sulla storia dell'istituzione dal XVIII secolo ad oggi, comprendendo documenti, manoscritti, verbali e commissioni.